# Fernando Miguel Fernández Escribano
Fernando Miguel Fernández Escribano, meglio conosciuto come Fernando Fernández, o semplicemente Fernando (Malaga, 2 giugno 1979), è un allenatore di calcio ed ex calciatore spagnolo, di ruolo centrocampista.

## Carriera
Dopo aver cominciato nelle giovanili del Malaga si trasferisce al Real Madrid, con il quale esordisce in prima squadra nel 2000, in una vittoria per 1-0 contro il Real Zaragoza. Nel 2002 Fernando si accasa al Real Betis, per poi tornare, nel 2008 al Malaga..
Il 21 luglio 2011, a 32 anni, Fernando rescinde il contratto con il Malaga e rimane svincolato.

## Nazionale
Fernando ha ottenuto una sola presenza nella Spagna Under-21.

## Palmarès

### Giocatore

#### Competizioni nazionali
- Coppa di Spagna: 1

Betis: 2004-2005